# Limbara (Schiff, 1910)
Der italienische Fahrgastdampfer Limbara wurde mit der Werftnummer 292 auf der Pointhouse-Werft von A.  & J. Inglis in Glasgow gebaut und lief im Mai 1910 unter dem Namen Tavolara vom Stapel. Er wurde 1910 in Terranova und 1928 in Limbara umbenannt.
Das Schiff wurde umgebaut und am 1. Februar 1944 als deutsches Lazarettschiff Innsbruck für 84 Patienten in Dienst gestellt. Es hatte 19 Besatzungsmitglieder und 21 medizinische Mitarbeiter. Das Schiff wurde am 9./10. Juni 1944 durch einen Fliegerangriff an der Mole von Triest versenkt.
Das Wrack wurde 1946 gehoben und repariert. Es wurde wieder unter dem alten Namen Limbara von der Reederei Tirrenia di Navigazione in Genua bis zur Verschrottung im Januar 1964 betrieben.